# George Hayward
Ne doit pas être confondu avec George W. Hayward.

a Compétitions nationales et continentales officielles uniquement.

b Matchs officiels uniquement.
Dernière mise à jour le 14 janvier 2025.
George Hayward, né le 29 avril 1888 à Skewen et mort le 14 février 1948 à Swansea, est un joueur de rugby gallois, évoluant au poste d'avant pour le pays de Galles.

## Carrière
Il a disputé son premier test match le 1er février 1908, contre l'équipe d'Écosse, et son dernier test match a lieu contre l'équipe d'Angleterre le 16 janvier 1909. George Hayward a disputé cinq sélections avec le pays de Galles, dans cette période connue comme le premier « Âge d'or » du rugby gallois, remportant cinq victoires pour cinq matchs disputés. George Hayward change de code pour le club de rugby à XIII de Wigan RLFC après avoir longtemps évolué avec Swansea RFC.

## Statistiques en équipe nationale
- 5 sélections pour le pays de Galles entre 1908 et 1909.
- Sélections par année : 4 en 1908, 1 en 1909
- Participation à deux tournois britanniques en 1908 et 1909
- triple couronne en 1908 et 1909

Sélections par adversaire :
- Angleterre 1909
- Australie 1908
- France 1908
- Irlande 1908
- Écosse 1908